# Hybomitra alegrei
Hybomitra alegrei är en tvåvingeart som beskrevs av Travassos Santos Dias 1984. Hybomitra alegrei ingår i släktet Hybomitra och familjen bromsar.
Artens utbredningsområde är Portugal. Inga underarter finns listade i Catalogue of Life.